# Ramsjötjärnarna
Ramsjötjärnarna är varandra näraliggande sjöar i Ljusdals kommun i Hälsingland och ingår i Ljusnans huvudavrinningsområde.
- Ramsjötjärnarna (Ramsjö socken, Hälsingland, 690355-149423), sjö i Ljusdals kommun, 62°14′40″N 15°41′38″Ö / 62.2445°N 15.694°Ö
- Ramsjötjärnarna (Ramsjö socken, Hälsingland, 690408-149434), sjö i Ljusdals kommun, 62°14′57″N 15°41′46″Ö / 62.2492°N 15.6961°Ö